# تپه رودخان سوخته
تپه رودخان سوخته در شهرستان شاهرود، بخش مرکزی، روستای کلاته خان واقع شده و این اثر در تاریخ ۲۵ خرداد ۱۳۸۱ با شمارهٔ ثبت ۵۸۵۷ به‌عنوان یکی از آثار ملی ایران به ثبت رسیده است.